# Tricorythodes condylus
Tricorythodes condylus is een haft uit de familie Leptohyphidae. De wetenschappelijke naam van de soort is voor het eerst geldig gepubliceerd in 1987 door Allen.
De soort komt voor in het Nearctisch gebied en het Neotropisch gebied.